# Sagallo
Sagallo  (în rusă Сагалло, în arabă ساغلو, în franceză Sagallou) a fost o așezare efemeră rusă înființată în 1889 în Golful Tadjoura din Somalia franceză ( Djibouti). Așezarea a fost localizată aproximativ la 149 km vest de capitala Djibouti.

## Istoric
Sagallo a fost inițial un mic sat de pe litoral. În antichitate, Sagallo făcea parte din orașele-state care se angajau într-o rețea comercială profitabilă care conecta negustorii cu Fenicia,  Egiptul Ptolemeic,  Grecia,  Persia Partă,  Nabateea și Imperiul Roman.

### Stăpânirea franceză
| Apartenență istorică                                     |
| -------------------------------------------------------- |
| Somalia Franceză 1883-1967                               |
| Teritoriul Francez al popoarelor Afar și Issas 1967-1977 |

Imperiul Otoman a controlat zona din secolul al XVI-lea până în secolul al XIX-lea. Din 1862 până în 1894, teritoriul care se întindea până la nordul Golfului Tadjoura era numit Obock a fost guvernat de sultani ai triburilor Somali și Afar, lideri locali cu care Franța a semnat diferite tratate între 1883 și 1887 ca să obțină un punct de sprijin în regiune. În 1894, Léonce Lagarde a înființat o administrație franceză permanentă în orașul Djibouti și a numit regiunea Côte française des Somalis, nume cu care a fost cunoscută regiunea pânăîn 1967.

### Stăpânirea rusă
| Apartenență istorică                         |
| -------------------------------------------- |
| Imperiu Rus 6 ianuarie 1889–5 februarie 1889 |

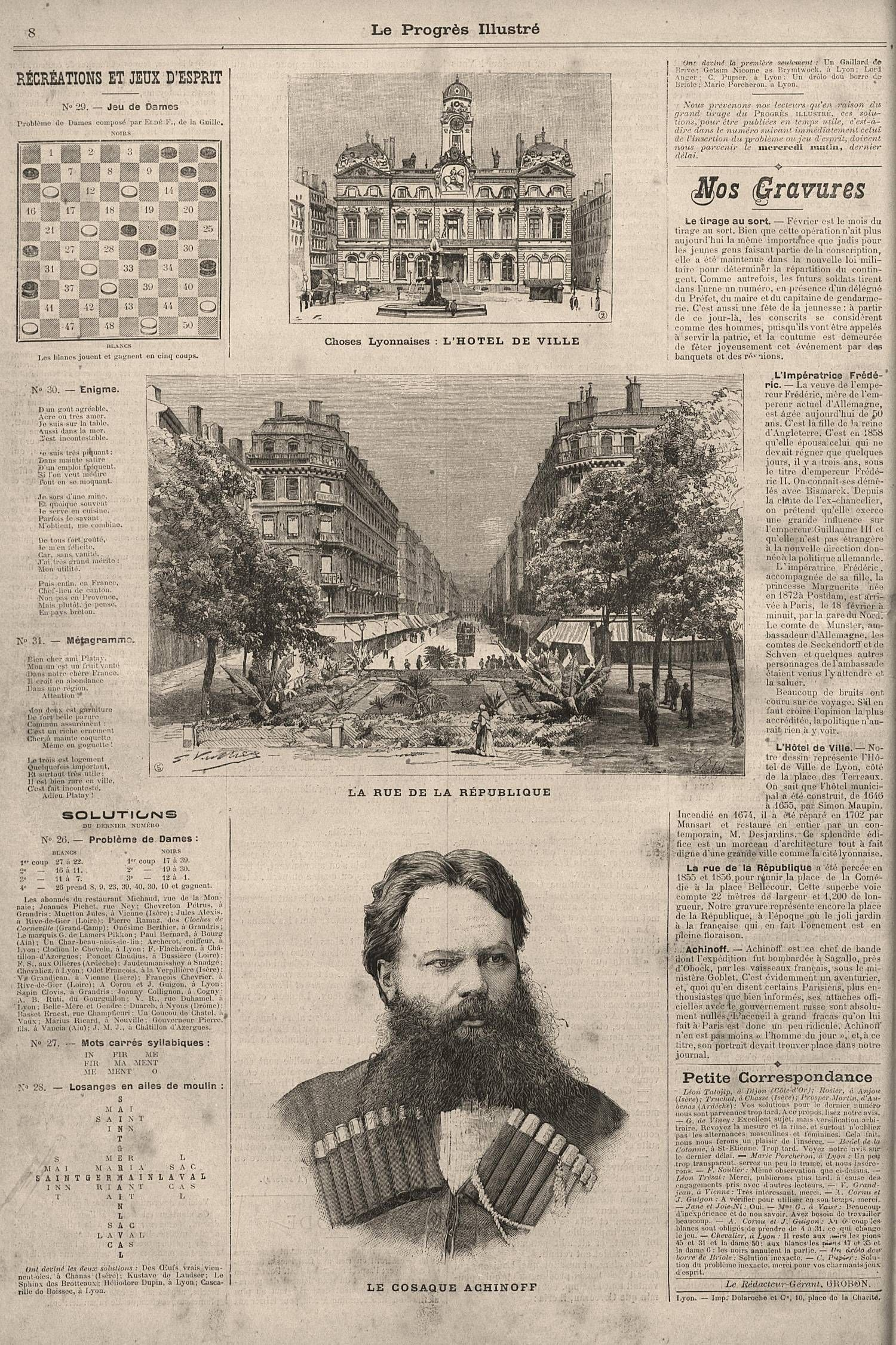
Le Progrès illustré despre expediția lui Achinov

În 1883, Nikolai Ivanovitci Achinov (un aventurier din Penza b. 1856) a vizitat Abisiniua (Imperiul Etiopian) în vederea stabilirii legăturilor politice și bisericești dintre cele două imperii. După reîntoarcerea în Rusia, Achinov și-a făcut publice planurile pentru o expediție în 1888 în Golful Tadjoura pentru înființarea unei așezări, el pretinzând în acest timp că este un cazac liber. Achinov i-a asigurat pe cei doritori că sultanul din Tadjoura, Mohammed Loitah, i-a închiriat pe vecie o suprafață de pământ în regiune. Pe 10 decembrie 1888, Achinov împreună cu 165 de cazaci de pe Terek s-au îmbarcat pe „Kornilov”, o navă care ridica ancora din Odessa spre Alexandria. Membrii expediției s-au îmbarcat mai apoi pe nava rusă „Lazarev”, care i-a adus la Port Said. Achinov a închiriat de aici nava austriacă „Amfitrida”, care a intrat în Golful Tadjoura pe 6 ianuarie 1889. Expediția a fost salutată de un grup de preoți etiopieni. Achinov s-a străduit să-i țină pe cazacii sub controlul său, dar unii au făcut raiduri împotriva satelor populației afar, au furat o vacă și o oaie, după care i-au alungat pe membrii tribului local cu focuri de pușcă. Sultanul a acceptat plata a 60 de franci din partea lui Achimov ca despăgubire pentru incident. Ministerul de externe francez a cerut explicații cu privire la acțiunile lui Achimov, iar ambasadorul rus la Paris a afirmat că guvernul Imperiului Rus nu are niciun amestec în expediția lui Achimov. Pe 14 ianuarie, Achimov a ales fortul egiptean abandonat de la Sagallo ca noua bază a expediției.  Achinov a numit fortul Noua Moscovă. În fort a fost ridicat un cort, care să servească pe post de biseerică cu hramul Sfântul Nicolae. În fort a fost arborat steagul expediției.
În presă au apărut vești despre efectivele foarte numeroase ale expediționarilor. Mai târziu, mai mulți coloniști au fugit la Obock, informându-i pe francezii despre locul unde se află așezarea. Pe 5 februarie, cazacii au remarcat prezența în golf a unui crucișător și trei canoniere franceze. Francezii au emis un ultimatum, dar Achinov l-a înțeles greșit și nu s-a predat. Barajul de artilerie care a urmat a fost o surpriză completă pentru ruși, 6 coloniști fiind uciși și 22 răniți. Rușii au arborat o  cămașă albă în semn de predare. Guvernul rus s-a dezis de Achinov, acuzându-l de nesupunere față de țar și de acte de piraterie. Coloniștii au fost arestați și deportați la Odessa la bordul Zabiyaka.

## Climat
| Date climatice pentru Sagallo | Date climatice pentru Sagallo | Date climatice pentru Sagallo | Date climatice pentru Sagallo | Date climatice pentru Sagallo | Date climatice pentru Sagallo | Date climatice pentru Sagallo | Date climatice pentru Sagallo | Date climatice pentru Sagallo | Date climatice pentru Sagallo | Date climatice pentru Sagallo | Date climatice pentru Sagallo | Date climatice pentru Sagallo | Date climatice pentru Sagallo |
| Luna                          | Ian                           | Feb                           | Mar                           | Apr                           | Mai                           | Iun                           | Iul                           | Aug                           | Sep                           | Oct                           | Nov                           | Dec                           | Anual                         |
| ----------------------------- | ----------------------------- | ----------------------------- | ----------------------------- | ----------------------------- | ----------------------------- | ----------------------------- | ----------------------------- | ----------------------------- | ----------------------------- | ----------------------------- | ----------------------------- | ----------------------------- | ----------------------------- |
| Maxima medie °C (°F)          | 29.2 (84,6)                   | 29.4 (84,9)                   | 31.4 (88,5)                   | 33.5 (92,3)                   | 36.5 (97,7)                   | 40.1 (104,2)                  | 41.8 (107,2)                  | 40.8 (105,4)                  | 38.0 (100,4)                  | 34.2 (93,6)                   | 31.5 (88,7)                   | 29.9 (85,8)                   | 34,69 (94,45)                 |
| Minima medie °C (°F)          | 20.2 (68,4)                   | 23.2 (73,8)                   | 24.6 (76,3)                   | 26.2 (79,2)                   | 28.8 (83,8)                   | 31.7 (89,1)                   | 31.0 (87,8)                   | 30.5 (86,9)                   | 30.8 (87,4)                   | 26.5 (79,7)                   | 24.1 (75,4)                   | 21.0 (69,8)                   | 26,55 (79,79)                 |
| Precipitații mm (inches)      | 10 (0.39)                     | 8 (0.31)                      | 12 (0.47)                     | 13 (0.51)                     | 7 (0.28)                      | 1 (0.04)                      | 6 (0.24)                      | 20 (0.79)                     | 9 (0.35)                      | 11 (0.43)                     | 22 (0.87)                     | 15 (0.59)                     | 134 (5,28)                    |
| Sursă: Climate-Data.org       |                               |                               |                               |                               |                               |                               |                               |                               |                               |                               |                               |                               |                               |